# Makoto Furukawa
Makoto Furukawa (古川 慎 Furukawa Makoto, Prefectura de Kumamoto, Japón, 29 de septiembre de 1989 ?) es un seiyū y cantante japonés afiliado con Space Craft Group, es conocido por interpretar las voces de  Saitama en One-Punch Man, Miyuki Shirogane en Kaguya-sama: Love is War, Taiju Ōki en Dr. Stone, Banri Tada en Golden Time, Rider del "Rojo"/Aquiles en Fate/Apocrypha y Shaddiq Zenelli en Mobile Suit Gundam: The Witch from Mercury. También interpretó dos versiones diferentes de Sherlock Holmes en Yūkoku no Moriarty  y Nokemono-tachi no Yoru.

## Biografía
Se interesó en la actuación de voz después de admirar la voz de Hikaru Midorikawa, quien interpretó el papel de Heero Yuy en Mobile Suit Gundam Wing, que vio cuando tenía cinco años. Más tarde, cuando estaba en la escuela secundaria, vio el canal de anime SKY PerfecTV y se enamoró del anime.
Cuando estaba en la escuela secundaria, vio que Midorikawa sería un profesor especial en un folleto de la escuela vocacional que recibí de un amigo, así que decidí intentarlo y comencé a asistir a la escuela vocacional.
En 2009, cuando era un estudiante vocacional, hizo su debut como actor de voz de facto como Thaddeus en el juego " Golden Bonds", y en 2011, hizo su debut profesional nuevamente como Satoshi Yoshino en el anime web " Busou". Chuukou."
En 2012, trabajó a tiempo parcial como actor de movimiento para el software exclusivo de PlayStation 3, White Knight Story.
En 2013, hizo su primer papel principal en un anime televisivo como Banri Tada en Golden Time .
En julio de 2016, comenzó a transmitir el programa de radio "Anything Hero! Yukke to Mabo", donde actúa como personalidad junto con el actor de doblaje Yūsuke Kobayashi.
En julio de 2018 debutó como cantante de Lantis. El 1 de septiembre del mismo año, dejó Space Craft Entertainment, donde había estado afiliado durante seis años, y se convirtió en autónomo. Pertenece a Toy's Factory desde el 1 de diciembre del mismo año .
En 2020, ganó el Premio al Actor de Reparto en los 14.º Seiyu Awards.

## Filmografía
| Anime | Anime                                                               | Anime                     | Anime      |
| Año   | Título                                                              | Papel                     | Notas      |
| ----- | ------------------------------------------------------------------- | ------------------------- | ---------- |
| 2012  | Hidamari Sketch x Honeycomb                                         | Yoshio                    |            |
| 2013  | Gaist Crasher                                                       | Shiren Quartzheart        |            |
| 2013  | Golden Time                                                         | Banri Tada                |            |
| 2013  | Log Horizon                                                         | Smoking Thunder           |            |
| 2013  | Kami-sama no Inai Nichiyōbi                                         | Menhim                    |            |
| 2013  | To Aru Kagaku No Railgun S                                          | Kenji Madarame            |            |
| 2014  | Aldnoah. Zero                                                       | Shigō Kakei               |            |
| 2014  | Seirei Tsukai No Bladedance                                         | Kamito Kazehaya           |            |
| 2014  | Haikyū!!                                                            | Yūtarō Kindaichi          |            |
| 2015  | Haikyū!! 2                                                          | Yūtarō Kindaichi          |            |
| 2015  | Aldnoah. Zero 2.                                                    | Shigō Kakei               |            |
| 2015  | Dungeon ni Deai o Motomeru no wa Machigatteiru Darō ka?             | Miach                     |            |
| 2015  | High School DxD BORN                                                | Diodora Astaroth          |            |
| 2015  | Mikagura Gakuen Kumikyoku                                           | Sadamatsu Minatogawa      |            |
| 2015  | One-Punch Man                                                       | Saitama                   |            |
| 2015  | Arslan Senki                                                        | Kirus                     |            |
| 2015  | Tai-Madō Gakuen 35 Shiken Shōtai                                    | Reima Tenmyōji            |            |
| 2015  | Charlotte                                                           | Chida                     |            |
| 2016  | Oshiete! Galko-chan                                                 | Bomuo                     |            |
| 2016  | PuriPara                                                            | Ham                       |            |
| 2016  | Bubuki Buranki                                                      | Ignat Bosporus            |            |
| 2016  | Bubuki Buranki: Hoshi no Kyojin                                     | Ignat Bosporus            |            |
| 2016  | Active Raid: Kidou Kyoushuushitsu Dai Hachi Gakari                  | Benuu                     |            |
| 2016  | Handa-kun                                                           | Kōtarō Higashino          |            |
| 2016  | Fate/Apocrypha                                                      | Achilles                  |            |
| 2016  | Taboo Tattoo                                                        | Justice "Seigi" Akatsuka  |            |
| 2016  | Orange                                                              | Hiroto Suwa               |            |
| 2016  | Saiki Kusuo no Psi-nan                                              | Fantasma                  |            |
| 2016  | 91 Days                                                             | Arturo Tronco             |            |
| 2016  | Digimon Universe: Appli Monsters                                    | Yūjin Ōzora               |            |
| 2016  | Trickster: Edogawa Rampo 'Shōnen Tantei-dan' Yori                   | Hisashi Ōtomo             |            |
| 2016  | Touken Ranbu Hanamaru                                               | Ookurikara                |            |
| 2017  | ACCA: 13-ku Kansatsu-ka                                             | Biscuit                   | Ep. 4      |
| 2017  | One Piece                                                           | Shimoi Zappa              | Ep. 780-¿? |
| 2017  | Chiruran: Nibun no Ichi                                             | Tōdō Heisuke              |            |
| 2017  | Tsuki ga Kirei                                                      | Atsushi Kasai             | Ep. 9      |
| 2017  | Nana Maru San Batsu                                                 | Kotaro Tozuka             |            |
| 2017  | Katsugeki: Touken Ranbu                                             | Ookurikara                |            |
| 2017  | Shōkoku no Altair                                                   | Zehir Zağanos Pasha       |            |
| 2017  | Kujira no Kora wa Sajō ni Utau                                      | Tobi                      |            |
| 2018  | Hōshin Engi                                                         | Nataku                    |            |
| 2018  | Banana Fish                                                         | Shorter Wong              |            |
| 2018  | Nanatsu no Taizai: Imashime no Fukkatsu                             | Gustaf                    |            |
| 2018  | Tensei Shitara Slime Datta Ken                                      | Benimaru                  |            |
| 2018  | Tokyo Ghoul: re                                                     | Shinsanpei Aura           |            |
| 2018  | My Hero Academia                                                    | Seiji Shishikura          |            |
| 2019  | Fruits Basket                                                       | Hatsuharu Sōma            |            |
| 2019  | Hoshiai no Sora                                                     | Takuto Murakami           |            |
| 2019  | One-Punch Man                                                       | Saitama                   |            |
| 2019  | Kaguya-sama wa Kokurasetai: Tensai-tachi no Ren'ai Zunōsen          | Miyuki Shirogane          |            |
| 2019  | Kimetsu no Yaiba -                                                  | Goto                      |            |
| 2019  | Dr. Stone                                                           | Taiju Ōki                 |            |
| 2019  | Ahiru no Sora                                                       | Shingo Katori             |            |
| 2020  | Fruits Basket Season 2                                              | Hatsuharu Sōma            |            |
| 2020  | Number24                                                            | Taisei Uchinashi          |            |
| 2020  | En'en no Shōbōtai: Ni no Shou                                       | Ogun Montgomery           |            |
| 2020  | Kitsutsuki Tantei-dokoro                                            | Bokusui Wakayama          |            |
| 2020  | Kaguya-sama wa Kokurasetai: Tensai-tachi no Ren'ai Zunōsen Season 2 | Miyuki Shirogane          |            |
| 2020  | Mr Love: Queen's Choice                                             | Shaw                      |            |
| 2020  | Yūkoku no Moriarty                                                  | Sherlock Holmes           |            |
| 2021  | 86: Eighty-Six                                                      | Shōrei Nōzen              |            |
| 2021  | Burning Kabaddi                                                     | Kei Iura                  |            |
| 2021  | Dr. Stone: Stone Wars                                               | Taiju Ouki                |            |
| 2021  | Tensei Shitara Slime Datta Ken 2nd Season                           | Benimaru                  |            |
| 2021  | Fruits Basket: The Final                                            | Hatsuharu Sōma            |            |
| 2021  | Kuro-Gyaru ni Natta Kara Shinyū to Shite Mita                       | Rui Chihaya               |            |
| 2021  | Mars Red                                                            | Rufus Glenn               |            |
| 2021  | RE-MAIN                                                             | Takekazu Ejiri            |            |
| 2021  | Skate-Leading☆Stars                                                 | Hayato Sasugai            |            |
| 2021  | Sonny Boy                                                           | Seiji Sō                  |            |
| 2021  | Visual Prison                                                       | Guiltia Brion             |            |
| 2021  | Yūkoku no Moriarty 2nd Season                                       | Sherlock Holmes           |            |
| 2022  | Love All Play                                                       | Kōki Matsuda              |            |
| 2022  | Aoashi                                                              | Eita Takasugi             |            |
| 2022  | Kaguya-sama wa Kokurasetai -Ultra Romantic-                         | Miyuki Shirogane          |            |
| 2022  | Mobile Suit Gundam: The Witch from Mercury                          | Shaddiq Zenelli           |            |
| 2023  | Blue Lock                                                           | Tabito Karasu             |            |
| 2023  | Jigokuraku                                                          | Yamada Asaemon Eizen      |            |
| 2023  | Ao no Orchestra                                                     | Ichirō Yamada             |            |
| 2023  | Zom 100: Zombie ni Naru made ni Shitai 100 no Koto                  | Kenichirō Ryūzaki         |            |
| 2024  | Bucchigiri?!                                                        | Jabashiri                 |            |
| 2024  | Solo Leveling                                                       | Woo Jin-chul/Akira Inukai |            |
| 2024  | Kaiju No. 8                                                         | Ryō Ikaruga               |            |

| Películas | Películas                                          | Películas        | Películas |
| Año       | Título                                             | Papel            | Notas     |
| --------- | -------------------------------------------------- | ---------------- | --------- |
| 2013      | Aura: Maryuuin Kouga Saigo no Tatakai              | Kobayashi        |           |
| 2016      | Orange: Mirai                                      | Hiroto Suwa      |           |
| 2017      | Fairy Tail Movie 2: Dragon Cry                     | King Animus      |           |
| 2022      | Kaguya-sama wa Kokurasetai: First Kiss wa Owaranai | Miyuki Shirogane |           |

| Tokusatsu | Tokusatsu                                                           | Tokusatsu        | Tokusatsu |
| Año       | Título                                                              | Papel            | Notas     |
| --------- | ------------------------------------------------------------------- | ---------------- | --------- |
| 2015      | Kamen Rider Ghost                                                   | Katana Ganma     | Ep. 13    |
| 2016      | Shuriken Sentai Ninninger vs. ToQger the Movie: Ninja in Wonderland | Akaninger Oscuro |           |

### Videojuegos
| Año  | Título                        | Papel           | Refs. |
| ---- | ----------------------------- | --------------- | ----- |
| 2011 | THE iDOLM@STER: SideM         | Asselin BB II   |       |
| 2015 | Touken Ranbu                  | Ookurikara      |       |
| 2016 | Shin Sangoku Musou Eiketsuden | Lei Bin         |       |
| 2016 | Idolish7                      | Okazaki Rinto   |       |
| 2019 | Hero's Park                   | Takamizu Hayato |       |
| 2019 | Fire Emblem: Three Houses     | Sylvain         |       |
| 2021 | Alchemy Stars                 | Korgon, Charon  |       |
| 2023 | Honkai: Star Rail             | Gepard          | [ 2 ] |